# José Félix Uriburu
Generał José Félix Benito Uriburu y Uriburu (1868–1932) – prezydent Argentyny w okresie 6 września 1930 - 20 lutego 1932.
Urodził się w argentyńskiej prowincji Salta, był siostrzeńcem byłego prezydenta Argentyny, José Evaristo Uriburu. Stanął na czele pierwszego w historii Argentyny wojskowego przewrotu, który doprowadził do odsunięcia od władzy prezydenta Hipólito Yrigoyena. Następnie pozostawał również głową rządu, do 1932 roku, podejmując szereg reform, w tym tę obniżającą wynagrodzenia pracowników w sektorze państwowym o ponad 10%. 
Podupadł na zdrowiu na początku 1932 roku, po nieudanych próbach leczenia zmarł we Francji, w Paryżu, 20 lutego 1932.